# Semoine
Semoine település Franciaországban, Aube megyében. Lakosainak száma 219 fő (2022. január 1.). Semoine Mailly-le-Camp, Salon, Villiers-Herbisse, Connantray-Vaurefroy, Gourgançon és Montépreux községekkel határos.

## Népesség
A település népessége az elmúlt években az alábbi módon változott:
| Lakosok száma | 277  | 221  | 182  | 218  | 234  | 213  | 199  | 193  | 202  | 219  |
|               | 1968 | 1982 | 1990 | 2006 | 2013 | 2015 | 2017 | 2019 | 2020 | 2022 |